# Never Worn White
Never Worn White è un singolo della cantante statunitense Katy Perry, pubblicato il 5 marzo 2020. Il brano è incluso nella Fan Edition del sesto album della cantante, Smile.

## Descrizione
Il brano è una ballata. È presente un'interpolazione della Marcia nuziale di Felix Mendelssohn, contenuta nell'opera Sogno di una notte di mezza estate.

## Video musicale
La cantante ha pubblicato una breve anteprima del videoclip del brano sui suoi social il giorno precedente alla sua pubblicazione. Il video è stato reso disponibile tramite YouTube in contemporanea con il singolo. In esso la cantante rivela di essere incinta del suo fidanzato Orlando Bloom.

## Esibizioni dal vivo
L'interprete ha eseguito per la prima volta dal vivo Never Worn White il 10 marzo 2020 al programma australiano The Project.

## Tracce
1. Never Worn White – 3:45

## In altri media
Nel maggio 2020 la canzone è stata usata nello spot promozionale italiano della soap opera turca DayDreamer - Le ali del sogno, in onda su Canale 5.

## Classifiche
| Classifica (2020) | Posizione massima |
| ----------------- | ----------------- |
| Belgio (Fiandre)  | 75                |
| Canada            | 95                |
| Cile              | 90                |
| Croazia           | 78                |
| Irlanda           | 85                |
| Regno Unito       | 97                |
| Stati Uniti       | 112               |